# Фердинанд де Сосир
Фердинанд де Сосир (фр. Ferdinand de Saussure; Женева, 22. новембра 1857. - Vufflens-le-Château крај Моргеса, 22. фебруара 1913) је био швајцарски лингвиста, семиотичар и филозоф,  који је својим поставкама утемељио модерну лингвистику и дао темеље европском структурализму, лингвистичком правцу који се развио двадесетих и тридесетих година 20. века. Његове идеје су поставиле темеље за многе значајне помаке у лингвистици и семиотици у 20. веку. Сматра се једним од оснивача лингвистике 20. века и једним од два главна оснивача (заједно са Чарлсом Сандерсом Пирсом) семиотике, или семиологије, како ју је Сосир назвао.
Један од његових преводилаца, Рој Харис, резимирао је Сосиров допринос лингвистици и проучавању „целог спектра хуманистичких наука. Посебно је изражен у лингвистици, филозофији, психоанализи, психологији, социологији и антропологији.“ Иако су прошли кроз проширење и критикe током времена, димензије организације које је увео Сосир настављају да информишу савремене приступе феномену језика. Као што је рекао Леонард Блумфилд након прегледа Курса: „он нам је дао теоријску основу за науку о људском говору“.

## Биографски подаци
Родио се у Женеви где је и одрастао. Сматран је талентованим и интелигентним младићем. Учио је латински, грчки и санскрт и разне друге курсеве на женевском универзитету, а дипломирао је на Лајпцишком универзитету 1876.. Две године касније у Берлину је у 22. години написао своје једино целовито дело Mémoire sur le système primitif des voyelles dans les langues indo-européenes (Теза о примитивном вокалном уређењу у индоевропским језицима) којом је поставио темеље теорији ларингала.
Вратио се у Лајпциг и награђен је 1880. за свој докторат. Недуго потом преселио се у Париз где је предавао готски и старовисоконемачки. 1891. вратио се у Женеву, а на универзитету је предавао санскрт и индоевропеистику остатак свог живота. Од 1906. почиње предавати курс опште лингвистике и упоредне историје индоевропских језика све до своје смрти 1913.
Године 1914, један женевски ученик и пријатељ пише да је живео попут усамљеника, да се удаљавао од људи и ћутао обузет размишљањима ради припремања предавања. За живота је имао мало пријатеља, а то су били лингвисти Мишел Бреал, Гастон Парис и Вилхелм Страјтберг.

## Курс опште лингвистике
Занимљиво је да он није написао књигу која га је прославила, а вероватно је уопште и није намеравао објавити. Књигу Cours de linguistique générale (Курс опште лингвистике) објавили су након његове смрти студенти користећи се белешкама с његових предавања. Били су то Шарл Бали и Албер Сеше. Курс се темељи на трима циклусима бележака из раздобља предавања у Женеви од 1877. до 1906. Након Сосирове смрти, Бреал и Страјберг су хтели објавити његова предавања, али су установили да није писао никакве писмене припреме, стога су прикупили белешке деветорице студената, које су биле неуједначене и непотпуне. Најдетаљније су биле Дегалиерове и Риедлингерове белешке, али промакле су им Константинове које је објавио Роберт Гедел 1957. године.
У том делу постоји пет темељних дихотомија:
- језичка делатност (langage): језик (langue) - говор (parol)
- језички знак: означитељ (signifié) – означеник (signifiant)
- приступ: интерна лингвистика - екстерна лингвистика
- перспектива: синхронија - дијахронија
- односи: синтагматски односи - асоцијативни односи

Њој је Де Сосир придао и шесту дихотомију разликовања форме и супстанције.
Сосир је одредио предмет лингвистике и рекао да је то језик, објашњавајући притом дистинкцију језика и говора. По њему предмет неке науке мора бити устројство, а језик то јесте.
Управо је поглед на језик као устројство и структура, оно што је касније развило структурализам. По том правцу, задатак лингвиста јесте проучавање језика као динамичког система.

## Наслеђе идеолошких спорова

### Структурализам наспрам генеративне граматике
Сосиров утицај је био ограничен у америчкој лингвистици којом су доминирали заговорници психолошког приступа језику Вилхелма Вунда, посебно Леонард Блумфилд (1887–1949). Блумфилдска школа је одбацила Сосирове и друге структуралне социолошке или чак антипсихолошке (нпр. Луис Хјелмслев, Лусијен Тенијер) приступе теорији језика. Проблематично је што је школа након Блумфилда добила надимак „амерички структурализам“, што је изазвало забуну. Иако је Блумфилд осудио Вундтову Völkerpsychologie и одлучио се за бихејвиоралну психологију у свом уџбенику Језик из 1933. године, он и други амерички лингвисти су се држали Вундтове праксе анализе граматичког објекта као дела глаголске фразе. Пошто ова пракса није семантички мотивисана, они су се залагали за неповезаност синтаксе од семантике, чиме су у потпуности одбацили структурализам.
Остало је питање зашто би објекат требало да буде у глаголској фрази, што деценијама узнемиравало америчке лингвисте. Пост-Блумфилдов приступ је на крају реформисан као социобиолошки оквир од стране Ноама Чомског који је тврдио да је лингвистика когнитивна наука; и тврдио да су лингвистичке структуре манифестација насумичне мутације у људском геному. Заговорници нове школе, генеративне граматике, тврде да је Сосиров структурализам реформисан и замењен модерним приступом Чомског лингвистици. Јан Костер тврди:
свакако је случај да Сосир, који је до 1950-их сматран најважнијим лингвистом века у Европи, једва да игра улогу у садашњем теоријском размишљању о језику. Као резултат Чомсканове револуције, лингвистика је прошла кроз бројне концептуалне трансформације које су довеле до свих врста техничких преокупација које су далеко изван језичке праксе Сосирових дана. Већини се чини да је Сосир с правом потонуо у заборав.
Француски историчар и филозоф Франсоа Досе међутим тврди да је било разних неспоразума. Он истиче да је Чомскијева критика 'структурализма' усмерена на Блумфилдску школу, а не на право обраћање термина; и да се структурална лингвистика не своди на пуку анализу реченица. Такође се тврди да
„‘Чомски Сосиров’” није ништа друго до „академска бајка”. Ова басна је резултат погрешног читања – од стране самог Чомског (1964) и других – Сосировог la langue (у облику једнине) као генеративистичког концепта 'компетенције ' и, према томе, његова граматика као Универзална граматика (УГ).“

## Радови
- (1878) Mémoire sur le système primitif des voyelles dans les langues indo-européennes [= Dissertation on the Primitive System of Vowels in Indo-European Languages]. Leipzig: Teubner. („online version”. Архивирано из оригинала 12. 02. 2021. г. Приступљено 02. 08. 2022. in Gallica Program, Bibliothèque nationale de France).
- (1881) De l'emploi du génitif absolu en Sanscrit: Thèse pour le doctorat présentée à la Faculté de Philosophie de l'Université de Leipzig [= On the Use of the Genitive Absolute in Sanskrit: Doctoral thesis presented to the Philosophy Department of Leipzig University]. Geneva: Jules-Guillamaume Fick. (online version on the Internet Archive).
- (1916) Cours de linguistique générale, eds. Charles Bally & Alert Sechehaye, with the assistance of Albert Riedlinger. Lausanne – Paris: Payot.
  - 1st trans.: Wade Baskin, trans.  Course in General Linguistics. New York: The Philosophical Society. 1959.. subsequently edited by Perry Meisel & Haun Saussy, NY: Columbia University Press, 2011.
  - 2nd trans.: Roy Harris, trans. Course in General Linguistics. La Salle, Ill.: Open Court, 1983.
- (1922) Recueil des publications scientifiques de F. de Saussure. Eds. Charles Bally & Léopold Gautier. Lausanne – Geneva: Payot.
- (1993) Saussure’s Third Course of Lectures in General Linguistics (1910–1911) from the Notebooks of Emile Constantin. (Language and Communication series, vol. 12). French text edited by Eisuke Komatsu & trans. by Roy Harris. Oxford: Pergamon Press.
- (1995) Phonétique: Il manoscritto di Harvard Houghton Library bMS Fr 266 (8). Ed. Maria Pia Marchese. Padova: Unipress, 1995.
- Saussure, Ferdinand de (2002). Écrits de linguistique générale. Gallimard. ISBN 978-2-07-076116-6.. Eds. Simon Bouquet & Rudolf Engler. Paris: Gallimard. .
  - Trans.: Carol Sanders & Matthew Pires, trans.  Writings in General Linguistics. NY: Oxford University Press. 2006. ISBN 978-0-19-926144-4.
  - This volume, which consists mostly of material previously published by Rudolf Engler, includes an attempt at reconstructing a text from a set of Saussure's manuscript pages headed "The Double Essence of Language", found in 1996 in Geneva. These pages contain ideas already familiar to Saussure scholars, both from Engler's critical edition of the Course and from another unfinished book manuscript of Saussure's, published in 1995 by Maria Pia Marchese.
- (2013) Anagrammes homériques. Ed. Pierre-Yves Testenoire. Limoges: Lambert Lucas.
- (2014) Une vie en lettres 1866 – 1913. Ed. Claudia Mejía Quijano. ed. Nouvelles Cécile Defaut.